# پیریت (فیلم ۲۰۰۸)
«پیریت» (انگلیسی: Fool's Gold (2008 film)) یک فیلم به کارگردانی اندی تننت است که در سال ۲۰۰۸ منتشر شد.

## بازیگران
- متیو مک‌کانهی
- کیت هادسون
- آلکسیس دزینا
- ری وینستون
- دونالد ساترلند
- کوین هارت